# Teruel (Huila)
Teruel est une municipalité située dans le département de Huila, en Colombie.